# Robert Seppings
Sir Robert Seppings, angleški pomorski arhitekt, * 1767, † 25. september 1840.
Seppings je najbolj znan po delu na področju pristanišč.
1. ↑  Record #117656879 // Gemeinsame Normdatei — 2012—2016.